# Marina Anatoljewna Abramowa
Marina Anatoljewna Abramowa (russisch Марина Анатольевна Абрамова, wiss. Transliteration Marina Anatol'evna Abramova; geboren 1955) ist eine russische Philologin, Übersetzerin und Dozentin für westliche Literatur an der Lomonossow-Universität Moskau. Ihr Spezialgebiet ist katalanische Literatur.

## Leben
Marina Abramowa begann 1979 Französisch, katalanische Literatur, Literaturtheorie und westliche Literaturgeschichte an der Lomonossow-Universität zu unterrichten. Sie promovierte 1986 mit einer Dissertation über den Ritterroman Tirant lo Blanc, den 1490 Joanot Martorell in katalanischer Sprache schrieb. Sie veröffentlichte zahlreiche Artikel zu Martorells Werk und beschäftigte sich auch mit Ausiàs March und Ramon Llull.
Abramowa ist Herausgeberin der russischsprachigen Anthologie «Ogon' i rosy». Is sovwremennoi katalonskoi poesii (Das Feuer und die Rosen: Katalanische zeitgenössische Poesie, 1981) und der Artikelsammlung Katalonskaja kul'tura wtschera i sewodnja (Katalanische Kultur von gestern und heute, 1997). Sie hat Gedichte von M. Marti i Pol sowie die Romane El mar (Das Meer) von Blai Bonet sowie auchTirant lo Blanc aus der katalanischen Sprache ins Russische übersetzt.
2019 wurde sie als Ehrenmitglied in die „L'Associació d'Escriptors en Llengua Catalana“ (Organisation der Schriftsteller katalanischer Sprache) mit Sitz in Barcelona aufgenommen.